# Sally Pearson
Sally Pearson, nata McLellan (Sydney, 19 settembre 1986), è un'ex ostacolista e velocista australiana, campionessa olimpica dei 100 metri ostacoli a Londra 2012.

## Biografia
Sposata il 3 aprile 2010 con Kieran Pearson, sino ad allora aveva gareggiato col cognome da nubile McLellan.
Atleta eclettica, eccelle nei 100 metri ostacoli ma non disdegna la velocità, tanto da riuscire ad aggiudicarsi 100 m, 200 m e 100 m ostacoli nella stessa manifestazione ai campionati australiani 2011.
In carriera si è laureata 16 volte campionessa australiana assoluta, di cui 6 volte sui 100 m piani, 1 volta sui 200 m piani e 9 volte sui 100 m ostacoli.
Campionessa olimpica e due volte campionessa mondiale dei 100 m ostacoli, il suo personale di 12"28, stabilito ai Mondiali di Taegu 2011, tempo che rappresenta la 10ª miglior prestazione mondiale di ogni epoca, a soli 8 centesimi dal record mondiale della statunitense Kendra Harrison realizzato nel 2016.
Nell'agosto del 2019 sui suoi canali social ha annunciato il ritiro dall'attività agonistica.

## Record nazionali

### Seniores
- 60 metri piani indoor: 7"30 ( Boston, 7 febbraio 2009)
- 60 metri ostacoli indoor: 7"73 ( Istanbul, 10 marzo 2012)
- 100 metri ostacoli: 12"28 ( Taegu, 3 settembre 2011)

## Palmarès
| Anno | Manifestazione          | Sede       | Evento      | Risultato  | Prestazione | Note                                                                               |
| ---- | ----------------------- | ---------- | ----------- | ---------- | ----------- | ---------------------------------------------------------------------------------- |
| 2003 | Mondiali allievi        | Sherbrooke | 200 m piani | 5ª         | 24"01       |                                                                                    |
| 2003 | Mondiali allievi        | Sherbrooke | 100 m hs    | Oro        | 13"42       |                                                                                    |
| 2004 | Mondiali juniores       | Grosseto   | 100 m piani | Bronzo     | 11"40       |                                                                                    |
| 2004 | Mondiali juniores       | Grosseto   | 100 m hs    | 4ª         | 13"41       |                                                                                    |
| 2004 | Mondiali juniores       | Grosseto   | 4×100 m     | 5ª         | 45"10       |                                                                                    |
| 2006 | Giochi del Commonwealth | Melbourne  | 100 m piani | 7ª         | 11"50       |                                                                                    |
| 2007 | Mondiali                | Osaka      | 100 m piani | Semifinale | 11"32       |                                                                                    |
| 2007 | Mondiali                | Osaka      | 100 m hs    | Semifinale | 12"82       |                                                                                    |
| 2007 | Mondiali                | Osaka      | 4×100 m     | Batteria   | 43"91       |                                                                                    |
| 2008 | Giochi olimpici         | Pechino    | 100 m hs    | Argento    | 12"64       |                                                                                    |
| 2009 | Mondiali                | Berlino    | 100 m hs    | 5ª         | 12"70       |                                                                                    |
| 2010 | Giochi del Commonwealth | Delhi      | 100 m piani | Finale     | dq          |                                                                                    |
| 2010 | Giochi del Commonwealth | Delhi      | 100 m hs    | Oro        | 12"67       |                                                                                    |
| 2010 | Giochi del Commonwealth | Delhi      | 4×400 m     | 4ª         | 3'30"29     |                                                                                    |
| 2011 | Mondiali                | Taegu      | 100 m hs    | Oro        | 12"28       | Record dei campionati · Miglior prestazione mondiale stagionale · Record oceaniano |
| 2011 | Mondiali                | Taegu      | 4×100 m     | Batteria   | 43"79       |                                                                                    |
| 2012 | Mondiali indoor         | Istanbul   | 60 m hs     | Oro        | 7"73        | Miglior prestazione mondiale stagionale · Record oceaniano                         |
| 2012 | Giochi olimpici         | Londra     | 100 m hs    | Oro        | 12"35       | Record olimpico                                                                    |
| 2013 | Mondiali                | Mosca      | 100 m hs    | Argento    | 12"50       | Miglior prestazione personale stagionale                                           |
| 2014 | Mondiali indoor         | Sopot      | 60 m hs     | Argento    | 7"85        |                                                                                    |
| 2014 | Giochi del Commonwealth | Glasgow    | 100 m hs    | Oro        | 12"67       |                                                                                    |
| 2017 | Mondiali                | Londra     | 100 m hs    | Oro        | 12"59       |                                                                                    |
| 2018 | Mondiali indoor         | Birmingham | 60 m hs     | Semifinale | 7"92        | Miglior prestazione personale stagionale                                           |
| 2019 | World Relays            | Yokohama   | 4×100 m     | 6ª         | 44"62       |                                                                                    |

## Campionati nazionali
- 6 volte campionessa nazionale dei 100 m piani (2005, 2006, 2007, 2009, 2011, 2014)
- 1 volta campionessa nazionale dei 200 m piani (2011)
- 9 volte campionessa nazionale dei 100 m ostacoli (2005, 2006, 2007, 2009, 2011, 2014, 2015, 2017, 2018)

2005
- Oro ai campionati australiani (Sydney), 100 m piani - 11"77
- Oro ai campionati australiani (Sydney), 100 m hs - 13"41

2006
- Oro ai campionati australiani (Sydney), 100 m piani - 11"66
- Oro ai campionati australiani (Sydney), 100 m hs - 13"35

2007
- Oro ai campionati australiani (Brisbane), 100 m piani - 11"23
- Oro ai campionati australiani (Brisbane), 100 m hs - 12"92

2009
- Oro ai campionati australiani (Brisbane), 100 m piani - 11"32
- Oro ai campionati australiani (Brisbane), 100 m hs - 12"74

2011
- Oro ai campionati australiani (Melbourne), 100 m piani - 11"38
- Oro ai campionati australiani (Melbourne), 200 m piani - 23"20
- Oro ai campionati australiani (Melbourne), 100 m hs - 12"83

2014
- Oro ai campionati australiani (Melbourne), 100 m piani - 11"70
- Oro ai campionati australiani (Melbourne), 100 m hs - 12"72

2015
- Oro ai campionati australiani (Brisbane), 100 m hs - 12"59

2017
- Oro ai campionati australiani (Sydney), 100 m hs - 12"53

2018
- Oro ai campionati australiani (Gold Coast), 100 m hs - 12"73

## Altre competizioni internazionali
2006
- 8ª in Coppa del mondo ( Atene), 100 m piani- 11"44
- 4ª in Coppa del mondo ( Atene), 100 m hs - 12"95
- 5ª in Coppa del mondo ( Atene), 4×100 m - 44"26

2008
- 6ª alla World Athletics Final ( Stoccarda), 100 m hs - 12"82

2010
- Oro in Coppa continentale ( Spalato), 100 m hs - 12"65

2017
- Vincitrice della Diamond League nella specialità dei 100 m hs

## Riconoscimenti
- Atleta mondiale dell'anno (2011)